# Jamur Konyel
Jamur Konyel is een bestuurslaag in het regentschap Aceh Tengah van de provincie Atjeh, Indonesië. Jamur Konyel telt 231 inwoners (volkstelling 2010).